# Charron (Charente Marítim)
Charron és un municipi francès situat al departament del Charente Marítim i a la regió de la Nova Aquitània. L'any 2007 tenia 2.220 habitants.

## Demografia

### Població
El 2007 la població de fet de Charron era de 2.220 persones. Hi havia 865 famílies de les quals 188 eren unipersonals (79 homes vivint sols i 109 dones vivint soles), 314 parelles sense fills, 319 parelles amb fills i 44 famílies monoparentals amb fills.
La població ha evolucionat segons el següent gràfic:
Habitants censats

### Habitatges
El 2007 hi havia 931 habitatges, 871 eren l'habitatge principal de la família, 31 eren segones residències i 30 estaven desocupats. 902 eren cases i 28 eren apartaments. Dels 871 habitatges principals, 706 estaven ocupats pels seus propietaris, 151 estaven llogats i ocupats pels llogaters i 14 estaven cedits a títol gratuït; 5 tenien una cambra, 21 en tenien dues, 119 en tenien tres, 298 en tenien quatre i 428 en tenien cinc o més. 658 habitatges disposaven pel capbaix d'una plaça de pàrquing. A 393 habitatges hi havia un automòbil i a 419 n'hi havia dos o més.

### Piràmide de població
La piràmide de població per edats i sexe el 2009 era:
| Homes | Edats   | Dones |
| ----- | ------- | ----- |
| 8     | 95 o +  | 4     |
| 8     | 90 a 94 | 0     |
| 8     | 85 a 89 | 32    |
| 0     | 80 a 84 | 16    |
| 28    | 75 a 79 | 32    |
| 36    | 70 a 74 | 40    |
| 24    | 65 a 69 | 48    |
| 44    | 60 a 64 | 24    |
| 36    | 55 a 59 | 52    |
| 96    | 50 a 54 | 80    |
| 64    | 45 a 49 | 64    |
| 40    | 40 a 44 | 24    |
| 68    | 35 a 39 | 60    |
| 80    | 30 a 34 | 60    |
| 48    | 25 a 29 | 44    |
| 36    | 20 a 24 | 32    |
| 52    | 15 a 19 | 72    |
| 60    | 10 a 14 | 52    |
| 76    | 5 a 9   | 44    |
| 36    | 0 a 4   | 52    |

## Economia
El 2007 la població en edat de treballar era de 1.415 persones, 1.057 eren actives i 358 eren inactives. De les 1.057 persones actives 951 estaven ocupades (521 homes i 430 dones) i 106 estaven aturades (37 homes i 69 dones). De les 358 persones inactives 144 estaven jubilades, 93 estaven estudiant i 121 estaven classificades com a «altres inactius».

### Ingressos
El 2009 a Charron hi havia 888 unitats fiscals que integraven 2.313 persones, la mediana anual d'ingressos fiscals per persona era de 17.624,5 €.

### Activitats econòmiques
Dels 81 establiments que hi havia el 2007, 2 eren d'empreses alimentàries, 3 d'empreses de fabricació d'altres productes industrials, 23 d'empreses de construcció, 22 d'empreses de comerç i reparació d'automòbils, 3 d'empreses de transport, 4 d'empreses d'hostatgeria i restauració, 2 d'empreses financeres, 4 d'empreses immobiliàries, 8 d'empreses de serveis, 7 d'entitats de l'administració pública i 3 d'empreses classificades com a «altres activitats de serveis».
Dels 29 establiments de servei als particulars que hi havia el 2009, 1 era una oficina de correu, 1 una oficina bancària, 2 tallers de reparació d'automòbils i de material agrícola, 5 paletes, 4 guixaires pintors, 4 fusteries, 2 lampisteries, 3 electricistes, 2 empreses de construcció, 1 perruqueria i 4 restaurants.
Dels 10 establiments comercials que hi havia el 2009, 2 eren botiges de menys de 120 m², 1 una fleca, 2 carnisseries, 1 una botiga de congelats, 3 peixateries i 1 un drogueria.
L'any 2000 a Charron hi havia 24 explotacions agrícoles que ocupaven un total de 1.952 hectàrees.

## Equipaments sanitaris i escolars
L'únic equipament sanitari que hi havia el 2009 era una farmàcia.
El 2009 hi havia 1 escola maternal i 1 escola elemental.

## Poblacions properes
El següent diagrama mostra les poblacions més properes.